# Акбастауський сільський округ (Байдібека район)
Акбастау́ський сільський округ (каз. Ақбастау ауылдық округі, рос. Акбастауский сельский округ) — адміністративна одиниця у складі району Байдібека Туркестанської області Казахстану. Адміністративний центр — село Акбастау.
Населення — 4196 осіб (2021; 5045 у 2009, 4769 у 1999, 4207 у 1989).
Станом на 1989 рік існувала Глинковська сільська рада (села Глинково, Жолгабас, Каратас, Кенес, Теректи, Туракти, селище Жулдиз). 1997 року села Каратас та Теректи були передані до складу Боралдайського сільського округу.

## Склад
До складу округу входять такі населені пункти:
| Населений пункт | Колишні назви | Населення, осіб (1989) | Населення, осіб (1999) | Населення, осіб (2009) | Населення, осіб (2021) |
| --------------- | ------------- | ---------------------- | ---------------------- | ---------------------- | ---------------------- |
| Акбастау, село  | Глинково      | 2711                   | 3134                   | 3300                   | 2666                   |
| Жолгабас, село  | -             | 380                    | 448                    | 393                    | 353                    |
| Жулдиз, селище  | -             | 105                    | -                      | -                      | -                      |
| Кенес, село     | -             | 678                    | 731                    | 783                    | 637                    |
| Туракти, село   | -             | 333                    | 456                    | 569                    | 540                    |